# AVN Award

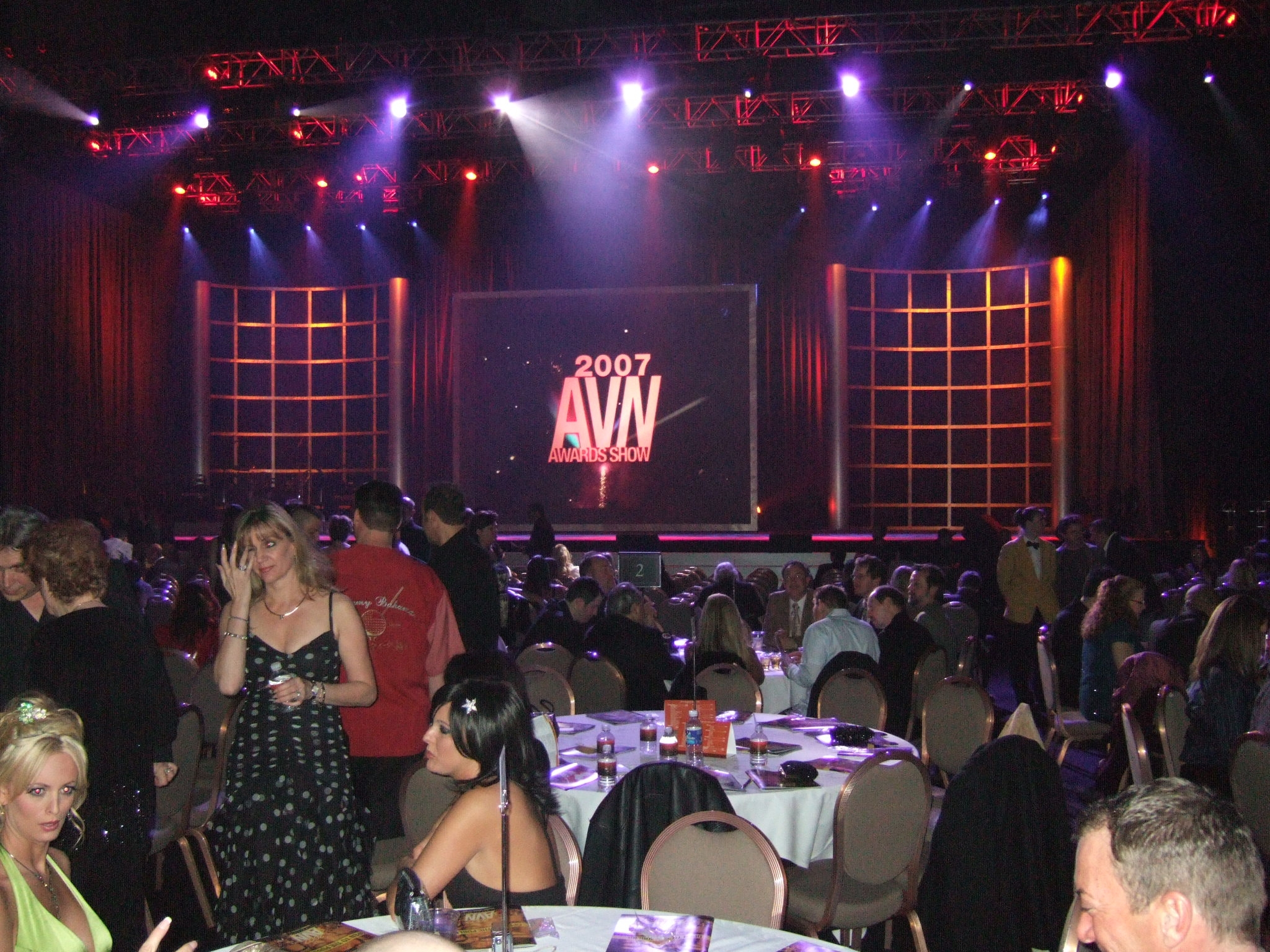
A cerimônia de premiação do AVN em 2007

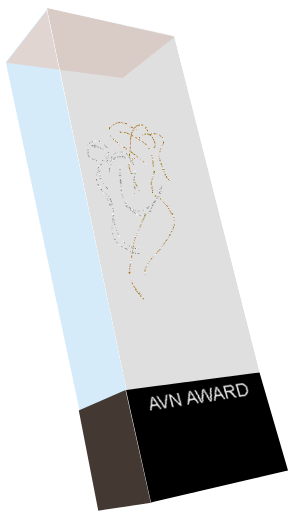

O AVN Award são prêmios entregues anualmente pela revista Adult Video News (AVN), em reconhecimento à excelência de profissionais da indústria de filmes pornográficos dos Estados Unidos, como diretores, atores, entre outros. Eles são chamados de "Óscar da pornografia". O AVN é composto por cerca de 100 categorias, algumas das quais são semelhantes aos da indústria cinematográfica, e outros que são específicos de filmes/vídeos eróticos e pornográficos.
A AVN patrocinou a primeira edição do prêmio em fevereiro de 1984. A cerimônia de premiação ocorre no início de janeiro durante a AVN Adult Entertainment Expo, em Las Vegas, Nevada. Desde de 2008, a cerimônia é exibida em uma forma editada no canal Showtime, que normalmente é transmitida em um intervalo de tempo de 90 minutos.

## Categorias

### Produção
- Movie of the Year
- Best Action/Thriller
- Best All-Girl Movie
- Best All-Girl Series
- Best Anal Movie
- Best Anal Series
- Best Anthology Movie
- Best Art Direction
- Best BDSM Movie
- Best Cinematography
- Best Comedy
- Best Continuing Series
- Best Director - Feature
- Best Director - Non-Feature
- Best Director - Web Channel/Site
- Best Drama
- Best Editing
- Best Ethnic Movie
- Best Ethnic/Interracial Series
- Best Featurette
- Best Foreign Feature/Anthology Movie
- Best Gonzo Movie
- Best Ingénue Movie
- Best Interracial Movie
- Best Lewd Propositions Movie
- Best Makeup
- Best Marketing Campaign - Company Image
- Best Marketing Campaign - Individual Project
- Best MILF Movie
- Best New Imprint
- Best New Series
- Best Niche Movie
- Best Niche Series
- Best Non-Sex Performance
- Best Older Woman/Younger Girl Movie
- Best Oral Movie
- Best Orgy/Gangbang Movie
- Best Parody
- Best Polyamory Movie
- Best Pro-Am/Exhibitionist Movie
- Best Screenplay
- Best Solo/Tease Performance
- Best Soundtrack
- Best Special Effects
- Best Star Showcase
- Best Taboo Relations Movie
- Best Transsexual Movie
- Best Transsexual Series
- Best Virtual Reality Product/Site
- Clever Title of the Year
- Director of the Year
- Foreign Director of the Year
- Mainstream Venture of the Year

### Categorias de interpretação
- Female Performer of the Year (Artista feminina do ano)
- Best New Starlet (Atriz revelação)
- Male Performer of the Year (Artista masculino do ano)
- Best Male Newcomer (Ator revelação)
- Female Foreign Performer of the Year
- Male Foreign Performer of the Year
- Transsexual Performer of the Year
- MILF Performer of the Year
- Best Actress
- Best Actor
- Best Supporting Actress
- Best Supporting Actor
- All-Girl Performer of the Year
- Mainstream Star of the Year
- Niche Performer of the Year

### Categorias de cenas de sexo
- Best Girl/Girl Sex Scene
- Melhor cena de sexo anal
- Melhor cena de sexo oral
- Best Boy/Girl Sex Scene
- Best Group Sex Scene
- Best All-Girl Group Sex Scene
- Best Three-Way Sex Scene (até 2010)
  - Best Three-Way Sex Scene – Boy/Boy/Girl (desde 2011)
  - Best Three-Way Sex Scene – Girl/Girl/Boy (desde 2011)
- Best Sex Scene in a Foreign-Shot Production
- Best Double-Penetration Sex Scene
- Best Transsexual Sex Scene
- Best Virtual Reality Sex Scene (desde 2017)
- Best Foreign-Shot Anal Sex Scene

- Cena de sexo mais escandalosa

### Premios dos fãs (The Fan Awards)
The Fan Awards (foi incorporado gradualmente a partir de 2011)
- Favorite BBW Performer
- Favorite Cam Guy
- Favorite Camming Couple
- Favorite Female Porn Star
- Favorite Indie Clip Star
- Favorite Membership Site
- Favorite Male Porn Star:
- Favorite Porn Star Website
- Favorite Trans Cam Star
- Favorite Trans Porn Star
- Hottest MILF
- Hottest Newcomer
- Most Amazing Sex Toy
- Most Epic Ass
- Most Spectacular Boobs
- Social Media Star